# Avenida del Doctor Gadea
La avenida del Doctor Gadea es una amplia avenida, situada en el centro de la ciudad española de Alicante, que dispone de un paseo central ajardinado a modo de rambla. Junto con las avenidas de Federico Soto y General Marvá, forma un gran eje urbano, de un kilómetro de longitud y perpendicular al mar, que se prolonga desde las faldas del Monte Tossal hasta el Parque de Canalejas, y por extensión, al puerto de la ciudad. Recibe su nombre del médico y tres veces alcalde de Alicante (1893-1895, 1897-1899 y 1901-1903) José Gadea Pro. Anteriormente fue conocida como Avenida de Luchana.

## Descripción
La avenida del Doctor Gadea se encuentra incluida dentro del barrio Ensanche Diputación. Es la calle del eje Gadea-Soto-Marvá más cercana al mar. Atendiendo a la numeración de las calles, tiene una orientación sureste-noroeste, que se extiende desde el parque de Canalejas, contiguo al puerto, hasta la glorieta de la plaza de Calvo Sotelo.

## Puntos de interés
De norte a sur:
- Plaza de Calvo Sotelo: plaza contigua a las avenidas, en el tramo en que comienza Federico Soto y termina Doctor Gadea.
- Monumento a Maisonnave: monumento al primer alcalde de Alicante elegido por sufragio masculino.
- Cruz de los Caídos: monumento en forma de cruz que recuerda a los fallecidos de ambos bandos enfrentados en la Guerra Civil.
- Casa de las Brujas: (av. Doctor Gadea 10) palacete con un torreón neogótico y ventanas de estilo vienés.
- Edificio Alicante: (av. Doctor Gadea 1) torre de veinticuatro plantas, uno de los edificios más altos de la ciudad.
- Parque de Canalejas: parque situado al principio de la avenida del Doctor Gadea.